# Francisco Javier Saeta
Francisco Javier Saeta foi um jesuíta assassinado no México em 1695, que nasceu na Sicília (Itália) em 1664, sendo batizado com o nome de Francisco Saverio Saetta.
Aos 15 anos, ingressou no noviciado da Companhia de Jesus em Palermo e adotou um novo nome como integrante de uma congregação religiosa, como era costume na época.
Em 1682, solicitou ser enviado para uma missão na América Espanhola ou nas Filipinas, razão pela aprendeu a língua espanhola.
Em 1692, embarcou em Cádiz com destino à Veracruz (México). Nesse país, concluiu seus estudos religiosos e foi ordenado como sacerdote.
Viveu na Cidade do México e em Puebla.
Em 1694, foi enviado à Sonora para trabalhar sob a supervisão de Eusébio Francisco Kino. Depois de uma breve temporada em Mátape, foi designado para a missão de La Concepción de Caborca, onde chegou no dia 21 de outubro de 1694 e começou a construir uma capela que daria origem ao Templo Missionário de Puríssima Concepção de Caborca, localizado no bairro do "Pueblo Viejo" na cidade de Caborca, que, em 1987, foi declarado como "Monumento Histórico" pelo Governo Federal do México.
No dia 1º de abril de 1695, na Sexta-Feira Santa, nativos da etnia hojome atacaram a missão de San Pedro de Tubutama e mataram a vários nativos ópatas. No dia seguinte, nativos pimas atacaram a redução de Caborca e assassinaram o Padre Saeta e quatro nativos ópatas que o acompanhavam.
Em resposta aos ataques, tropas espanholas fizeram um matança em El Tupo o que levou os pimas a incendiarem as missões de San Ignacio de Caburica e de San José de los Ímuris.
A morte de Saeta, levou seu superior (Kino) a escrever um livro intitulado: "Inocente, apostólica y gloriosa muerte del venerable padre Francisco Javier Saeta".